# کافه (فیلم ۱۴۰۱)

کافه فیلمی ایرانی محصول ۱۴۰۱ به کارگردانی نوید میهن‌دوست است و بازیگران آن مسعود کرامتی، رامین سیار دشتی، مهسا مهجور، ستاره ملکی هستند. این فیلم در سال ۲۰۲۳ در شصت و چهارمین جشنواره بین‌المللی فیلم تسالونیکی در روزهای ده و یازدهم نوامبر ۲۰۲۳ رونمایی شد. به دلیل زندانی بود میهن‌دوست خواهرش ندا میهن‌دوست در این مراسم شرکت کرد.

## خلاصه داستان
داستان فیلم حکایت فیلم‌سازی به نام سهراب سپهری (با بازی رامین سیاردشتی) است که به‌علت مشکلاتی که با نیروهای امنیتی دارد و نمی‌تواند فیلم‌ بسازد، کافه‌ اجاره کرده است و در آن مشغول کار است. رابطه سهراب با پدرش (مسعود کرامتی) مخدوش است. همسر او ماه‌گل (مهسا مهجور) دانشجوی زمین‌شناسی در شهر اصفهان است و مرتب با سهراب تماس تصویری دارد. روزی دختری به نام برکه (ستاره ملکی) به کافی‌شاپ می‌رود و پیشنهاد می‌کند پرفورمانسی (نمایشی) در کافه او اجرا کند. پس از اولین اجرا، نیروهای امنیتی از سهراب می‌خواهند نزد آن‌ها برود. به او می‌گویند اگر با آن‌ها همکاری نکند، به همسرش می‌گویند که رابطه‌ غیراخلاقی با همکار جدیدش دارد. روزی سهراب و برکه مشغول کار در کافه‌اند که ماه‌گل می‌آید و پس از آن، ماجراهایی اتفاق می‌افتد.

## بازیگران
| بازیگر         | نقش         |
| -------------- | ----------- |
| رامین سیاردشتی | سهراب سپهری |
| مسعود کرامتی   | پدر سهراب   |
| مهسا مهجور     | ماه‌گل       |
| ستاره ملکی     | برکه        |

## حضور . جوایز جهانی
چون نوید در زندان اوین است در تمام این حضورها خواهرش ندا میهن‌دوست که در تورنتو زندگی می‌کند در این نشست‌ها حضور دارد.
- ۲۰۲۳ در شصت و چهارمین جشنواره بین‌المللی فیلم تسالونیکی در روزهای ده و یازدهم نوامبر ۲۰۲۳ رونمایی شد.[۲]
- ۲۰۲۴. برنده جایزه بهترین فیلم‌نامه از جشنواره بین‌المللی فیلم کینه‌نوا  International Film Festival KINENOVA [۴]

## واکنش‌ها
پس از انتشار فیلم در جشنواره بین‌المللی فیلم تسالونیکی واکنش‌های خبری مختلفی در سایت‌های فارسی و سایر زبان‌ها اتفاق افتاد.
- بابک غفوری‌آذر در رادیو فردا نوشت:

«کافه» تازه‌ترین نماینده جریان سینمای بدون مجوز و زیرزمینی ایران محسوب می‌شود که طی ماه‌های اخیر در جشنواره‌های مختلف جهانی به نمایش درآمده است. این جریان به دنبال اعتراضات سراسری پاییز ۱۴۰۱ و خودداری جشنواره‌های معتبر از شرکت نمایندگان بخش حکومتی سینمای ایران در برنامه‌هایش، توانسته جایگزین جریان رسمی شود. 
- محمد عبدی در بی‌بی‌سی فارسی نوشت:

سینمای ایران کماکان رکوردهای غم انگیز دیگری را به ثبت می‌رساند. جدای از زندانی کردن، تهدید و ممنوع‌الکاری عوامل سینما که به نظر می‌رسد در این حجم و اندازه در کل تاریخ سینمای تمامی کشورهای جهان مشابهی ندارد، به تازگی برای دومین بار فیلمی از یک فیلمساز ایرانی در یک جشنواره بزرگ جهانی به نمایش درآمد در حالی که سازنده‌اش همزمان در زندان اوین به سر می‌برد. 
- مصطفی عزیزی در ایندیپندنت فارسی نوشت.

فیلم «کافه»، به نویسندگی و کارگردانی نوید میهن‌دوست، روزهای دهم و یازدهم نوامبر ۲۰۲۳ (۱۹ و ۲۰ آبان ۱۴۰۲) در شصت‌وچهارمین جشنواره جهانی فیلم تسالونیکی رونمایی شد و موفقیت دیگری برای سینمای مستقل و زیرزمینی ایران به دست آورد. استقبال باشکوه از نمایش این فیلم در هر دو پخشی که در این جشنواره داشت، نشان از استقبال جهانی از سینمای مستقل ایرانی دارد که تن به سانسور جمهوری اسلامی نمی‌دهد.
- امیرعطا جولایی در وب‌گاه کانون فیلمسازان مستقل ایران می‌نویسد:

حالا و پس از این‌ همه کش‌وقوس، طرح دل‌مشغولی میهن‌دوست در جشنواره‌ای با قدمت و اهمیت تسالونیکی، نشان می‌دهد باید گرایش تازه‌ی سینمای ایران برای فراروی از محدوده‌های پیشین را بسیار جدی گرفت. طبیعی است که این نخستین گام‌ها هم مثل هر نوجوییِ دیگری، خالی از اشکال نباشد. برای فیلم‌سازِ نوعیِ این گرایش نوخاسته، دام‌چاله‌هایی که در مسیر ساخت یک فیلم استاندارد با آن روبه‌رو است، بسیار بیشتر از تولیدات جریان اصلی خواهد بود؛ با بسامدی چندبرابری در محصول نهایی.